# 민주언론상
민주언론상은 전국언론노동조합과 민주언론상 선정위원회가 언론 민주화에 기여한 개인이나 단체에 대하여 1991년부터 매년 시상하는 언론상이다. 참고로 비슷한 이름의 '민주시민언론상'은 민주언론시민연합이 주관하고 있다.

## 역대 수상자
| 회차 | 연도   | 부문                 | 수상자 | 수상 이유 |
| ---- | ------ | -------------------- | --- | --- |
| 1회  | 1991년 | 본상                 | 김중배 (전 동아일보 편집국장) | 권력과 자본의 위협으로부터 언론의 자유와 편집권의 독립을 수호하기 위한 노력 |
| 1회  | 1991년 | 본상                 | MBC 대하드라마 '땅' 제작진 | 토지의 소유관계를 중심으로 정치,사회,정제적 문제점들을 사실적으로 묘사,한국방송에서 금기시되던 주제를 과감히 극화했다는 점을 높이 평가 |
| 2회  | 1992년 | 본상                 | 전국언론노동조합 MBC본부 | 공정방송을 위한 제도적 장치 강화와 언론 민주화에 대한 높은 결의 |
| 3회  | 1993년 | 본상                 | KBS구속자 원상회복투쟁위원회 | 1990년 4월 KBS 민주화투쟁과 관련하여 구속되었다가 원직복직 |
| 4회  | 1994년 | 본상                 | 박재동 (한겨레 화백) | |
| 5회  | 1995년 | 본상                 | 동아자유언론수호투쟁위원회 | |
| 5회  | 1995년 | 특별상               | 문화일보 노동조합 | |
| 5회  | 1995년 | 특별상               | 충청일보 사원 일동 | |
| 6회  | 1996년 | 본상                 | CBS '시사자키' 제작진 (부장 변상욱 외 3명)                                                                                              | 시사문제에 대한 객관적인 보도와 해설로 균형있는 여론형성에 기여 |
| 6회  | 1996년 | 본상                 | 한겨레신문 여론매체부 손석춘, 김현수 기자                                                                                               | 7월 연재된 신문전쟁 및 신문개혁에서 신문산업의 문제와 대안을 심층보도해 언론개혁 필요성 공감대 확산 |
| 6회  | 1996년 | 특별상               | 인권하루소식 | 인권운동사랑방 (대표 서준식)이 발행하는 팩스신문 |
| 7회  | 1997년 | 본상                 | 한겨레신문 '김현철 비리취재팀' (팀장 조상기, 기자 윤국한·김성호·김성걸)                                                                 | 김현철 국정개입과 비리의혹을 3년에 걸쳐 파헤쳐 성역을 깬 점을 높이 평가 |
| 7회  | 1997년 | 본상                 | 방송사 노조위원장단 (KBS 전영일·MBC 정찬형·CBS 정남진·EBS 정장춘·방송공사 계열사 김복도 위원장)                                         | '노동악법 철회'를 위한 방송사 총파업 |
| 8회  | 1998년 | 본상                 | 월간 말 | |
| 8회  | 1998년 | 특별상               | KBS '정범구의 세상읽기' 제작팀 | |
| 8회  | 1998년 | 특별상               | KBS 조합원 엄민형 | |
| 9회  | 1999년 | 본상                 | 경남도민일보 | 5천8백여명이 주주로 참여해 한국언론의 파행적 구조를 탈피하고 있는데다가 지면평가위원회 구성, 강력한 사원윤리강령 제정, 노사동수의 인사위원회 구성 등으로 독립언론의 제도적 틀을 마련한 점을 높이 평가 |
| 9회  | 1999년 | 특별상               | 박진해 (전국방송노조연합 사무처장), 한명부 (KBS 노동조합 조합원)                                                                        | 개혁적 방송법 제정을 위한 연대총파업 |
| 10회 | 2000년 | 본상                 | MBC '이제는 말할 수 있다' 제작팀 | |
| 10회 | 2000년 | 특별상               | 대한매일노동조합 | |
| 10회 | 2000년 | 특별상               | 매일노동뉴스 | |
| 11회 | 2001년 | 본상                 | MBC '미디어비평' 제작팀 | |
| 11회 | 2001년 | 보도부문 특별상      | iTV '르포 시대공감' | |
| 11회 | 2001년 | 활동부문 특별상      | CBS지부 | |
| 12회 | 2002년 | 본상                 | 민중의 소리 기자 이정미·한유진] | 기존 언론이 미군 장갑차 희생자인 고 심미선·신효선 사건에 대한 보도를 철저히 외면하고 있을 때 민중의 소리가 진실을 알리는데 결정적 역할 |
| 12회 | 2002년 | 보도부문 특별상      | 제민일보 기자 좌영철 | 한라병원 파업사태를 지속적으로 보도 |
| 12회 | 2002년 | 활동부문 특별상      | 전국언론노동조합연맹 신문통신협의회 | 신문판매시장 정상화를 위해 공동배달제를 추진 |
| 13회 | 2003년 | 본상                 | KBS '인물현대사' | 봄 개편 때 신설돼 고 이한열 씨의 어머니 배은심씨, 전태일 열사, 동아투위 안종필 위원장 등 한국 현대사에서 시대적 과제에 헌신했던 인물들을 선정해 방송 |
| 13회 | 2003년 | 보도부문 특별상      | 손문상 (부산일보 화백)의 '그림 만인보'                                                                                                  | 노동자, 농민, 장애인, 여성 등 우리 사회에서 소외된 이들을 주인공으로 사회문제를 만화로 재현하는 독특한 양식 |
| 13회 | 2003년 | 특별상 활동부문      | 방노협 DTV비대위 | 97년부터 지금까지 6년여에 걸쳐 정보통신부의 디지털TV 추진 방향의 문제점을 지적 |
| 14회 | 2004년 | 본상                 | 경향신문 인터넷 사이트 '언바세바' (언론을 바꾸자 세상을 바꾸자)                                                                         | '언바세바'가 언론개혁의 필요성을 설파하고 독자들의 직접 참여를 통해 국민적인 관심과 지지를 끌어내는 개혁의 장을 마련 |
| 14회 | 2004년 | 보도부문 특별상      | MBC 신강균의 뉴스 서비스 사실은 | `전두환 비자금 추적', `철모 등 군납비리' 등을 심층보도 |
| 14회 | 2004년 | 활동부문 특별상      | 인천일보노동조합 (위원장 정찬흥) | 사내 민주화 투쟁을 성공적으로 이끌어 지역언론 개혁 모범 사례를 만들었다 |
| 15회 | 2005년 | 본상                 | KBS 생방송 시사투나잇 제작팀 | 사회의 약자를 보듬는 따뜻한 시선을 바탕으로 'X파일'과 삼성공화국, 비정규ㆍ해고ㆍ이주노동자의 권리보호, 국가보안법 등 우리 사회의 핵심 현안과 관심사를 지속적이고 집중적으로 보도함으로써 민주주의 실현과 민주언론 실천에 기여 |
| 15회 | 2005년 | 보도부문 특별상      | 한겨레21 | |
| 15회 | 2005년 | 활동부문 특별상      | iTV 노조원들이 결성한 '희망조합' | |
| 16회 | 2006년 | 본상                 | MBC PD 수첩 제작팀 | 2005년 11월 '황우석 신화의 난자 의혹' 첫 방영을 시작으로 5편의 프로그램을 통해 생명과학계의 논문 조작 사건을 폭로하고 진실 규명, 2006년 7월 '론스타와 참여정부의 동상이몽, 한미 FTA', '한미 FTA, 진실과 거짓' 등 한미 FTA 보도에 대해서도 "한국 주류 언론이 외면하고 있는 한미 FTA 체결의 심각성을 알리고 국민 여론을 환기시키는 데 이바지 |
| 16회 | 2006년 | 보도부문 특별상      | 프레시안 부국장 이주명, 기자 노주희 | 5월 '투자자-국가 소송제'가 한미 FTA 협정문 우리 측 초안에 포함돼 있다는 사실을 최초로 폭로해 시민단체들과 다른 언론들의 반향을 불러 일으켰고, '한미 FTA 뜯어보기' 기획 시리즈를 통해 한미 FTA에 대해 지속적으로 심층보도 |
| 16회 | 2006년 | 보도부문 특별상      | KBS 스페셜 PD 이강택 | 현지 취재를 통해 'FTA 12년, 멕시코의 명과 암', '얼굴없는 공포, 광우병-미국 쇠고기 보고서' 등을 보도하며 멕시코 민중들의 삶을 객관적으로 조명 |
| 16회 | 2006년 | 활동부문 특별상      | 원음방송노조 | |
| 17회 | 2007년 | 본상                 | 전국언론노조 시사IN지부 | 시사저널에서 발생한 삼성 관련 일방적 기사 삭제 건에 맞서 편집권 독립과 언론자유 수호를 위해 투쟁을 전개했으며, 나아가 권력과 성역으로부터 독립한 참언론의 새로운 모델로서 '시사IN'을 창간해 언론자유 정신을 일관되게 이어가고 있다 |
| 17회 | 2007년 | 보도부문 특별상      | 한겨레 사회정책팀 팀장 양상우, 기자 황보연, 정세라                                                                                      | 비정규직 노동자 문제를 '차별 없는 노동, 차별 없는 사회'라는 8부작 기획시리즈로 다루면서 단순한 문제제기를 뛰어넘어 바람직한 대안을 제시 |
| 18회 | 2008년 | 본상                 | 전국언론노동조합 YTN지부(지부장 노종면)                                                                                                 | |
| 18회 | 2008년 | 보도부문 특별상      | MBC PD수첩 제작진 | "광우병 위험성에 대한 국민들의 알권리를 충족시켰다"는 평가 |
| 18회 | 2008년 | 활동부문 특별상      | 동아자유언론수호투쟁위원회 | "34년간 언론자유를 위한 투쟁을 이어왔다" |
| 19회 | 2009년 | 본상                 | 조중동 광고 불매 운동으로 탄압받고 있는 시민들                                                                                          | |
| 19회 | 2009년 | 보도부문 특별상      | 경향신문 특별기획 '한국, 소통합시다'시리즈 취재보도팀 기자 정유미, 선근형, 김종목, 백승찬, 이호준, 이청솔                               | |
| 19회 | 2009년 | 활동부문 특별상      | YTN지부 조합원 노종면, 현덕수, 권석재, 우장균, 조승호, 정유신                                                                           | |
| 20회 | 2010년 | 본상                 | 경향신문 특별기획 '고용난민의 시대, 일자리 없나요?' 취재 기자 서의동, 권재현, 김지환, 전병역                                            | 취재기자가 직접 공장에 취업하는 체험취재를 통해 불안한 고용과 심화되고 있는 빈곤 현장의 문제점을 생생하게 전달하고 대안마련을 위한 심도있는 내용으로 일회성이 아닌 오랜 기획과 탄탄한 기사로 심층적인 보도 |
| 20회 | 2010년 | 특별상               | 전국언론노동조합 MBC본부 | 정권의 언론장악기도에 총파업으로 맞서 언론민주화의 살아있는 역사를 보여줬다 |
| 20회 | 2010년 | 특별상               | MBC PD수첩 제작진 | 이명박 정부 하에서 제작진이 구속되고 프로그램 폐지에 대한 압력 등에도 굴하지 않고 '우리시대의 정직한 목격자'로서 충실한 역할 |
| 20회 | 2010년 | 특별상               | 한겨레21 사회팀 기자 안수찬, 전종휘, 임인택, 임지선, 하어영                                                                             | '노동OTL' 기획, 취재. 여러 방식의 탐사 기획을 시도하여 한국사회의 노동·빈곤 문제를 독자들에게 새롭게 환기 |
| 20회 | 2010년 | 전태일 특별상        | 월간 참여와 혁신 | 전태일 40주기를 맞아 새롭게 제정 |
| 21회 | 2011년 | 본상                 | 나꼼수 김어준, 김용민, 정봉주, 주진우                                                                                                   | 4월부터 8개월간 현 정권의 부도덕성을 폭로하고 거침없는 독설과 재미를 줬다"며 "주류언론이 권력 감시 등 제 기능을 다하지 못하고 있는 상황에 대안언론으로 훌륭한 역할 |
| 21회 | 2011년 | 보도부문 특별상      | 월간 민족21 | 이명박 정부 출범 이후 국정원의 은밀한 내사와 2011년 7월부터 이명박 정부의 국가정보원으로부터 국가보안법 위반 혐의로 탄압 및 수사를 극심하게 받고 있으면서도 사회 민주화와 민주통일 언론활동을 지켜나가고 있다 |
| 21회 | 2011년 | 활동부문 특별상      | 백선엽, 이승만 다큐 저지를 위해 구성된 '친일독재찬양방송비상대책위원회'                                                                 | 이승만 다큐 축소 상영 및 수구세력들이 자행하는 역사왜곡의 단면을 폭로해 시민사회진영이 광범위하게 역사왜곡에 대처할 수 있는 촉매 구실 |
| 22회 | 2012년 | 본상                 | 이정호 (전 부산일보 편집국장) | 정수장학회의 문제점과 사회 환원 필요성을 알린 기획기사 등을 내보냈다는 이유로 해고 |
| 22회 | 2012년 | 본상                 | 이호진 (언론노조 전 부산일보지부장) | 부산일보의 편집권 독립과 사장 선임제도 개선 투쟁을 펼치다 역시 해고된 후 복직됐다 |
| 22회 | 2012년 | 보도부문 특별상      | 한겨레 편집국 토요판팀 팀장 최성진 | 최필립 정수장학회 이사장, 이진숙 MBC 기획홍보본부장의 비밀회동을 폭로 |
| 22회 | 2012년 | 활동부문 특별상      | 정인섭 (민주전역시민회 전 대표) | '자유인'이라는 닉네임으로 활동 |
| 23회 | 2013   | 본상                 | 한겨레 기자 정환봉 | 국정원 정치개입 사건을 보도 |
| 23회 | 2013   | 보도부문 특별상      | 경남도민일보 | 10월 11일 자 20~23면에 걸친 '밀양 송전탑 특별판' |
| 23회 | 2013   | 활동부문 특별상      | 민주노총 법률원 변호사 신인수 | 언론현장에서 언론노동자의 피해구제와 법률지원 |
| 24회 | 2014년 | 본상                 | 고(故) 성유보 (전 동아투위 위원장) | 고인은 1974년 10월 ‘자유언론실천선언’에 참여하고 134명의 동료들과 함께 1975년 동아일보에서 해직된 뒤 동아자유언론수호투쟁위원회를 결성해 위원장을 맡는 등 우리 사회의 민주화와 언론개혁, 평화통일을 위해 한 평생을 헌신한 고인의 한국 사회의 민주화와 언론개혁, 평화통일에 헌신한 공로를 민주언론상 심사위원회가 높게 평가                 |
| 24회 | 2014년 | 보도부문 특별상      | 뉴스타파 '원전묵시록 2014' 취재팀 팀장 박중석, 기자 김경래, 송원근, 조현미, 신동윤, 최윤원, 김강민, 김기철, 김남범                      | 특별기획 '원전묵시록 2014' 등을 통해 '핵 마피아'의 문제를 파헤치고 핵발전소의 안전 문제를 제기 |
| 24회 | 2014년 | 활동부문 특별상      | 시사인 '노란봉투 캠페인' 천관율, 장일호, 김은지, 송지혜, 전혜원 이상호 (고발뉴스 기자)                                                  | 시사인팀은 손해배상과 가압류 소송에 시달리는 해고노동자를 위해 긴급생계비를 지원하는 '노란봉투 캠페인-우리가 만드는 기적 4만7000원'을 지속적으로 실시한 점을, 이 기자는 세월호 참사와 관련해 지속적으로 보도하며 영화 ‘다이빙벨’을 제작한 점을 평가                                                                                        |
| 25회 | 2015년 | 본상                 | 한겨레신문 기자 정은주 | 세월호 진상 규명 연속 보도 |
| 25회 | 2015년 | 보도부문 특별상      | 경향신문 기자 강진구, 구교형, 김경학 | 경향신문 기획보도 ‘노동자 울리는 노동법 심판들’ |
| 25회 | 2015년 | 활동부문 특별상      | SBS PD 류영우, 배정훈 | 그것이 알고 싶다 1000회 특집 '대한민국에정의를 묻다' 3부작 |
| 25회 | 2015년 | 활동부문 특별상      | JIBS 제주방송지부 | JIBS 도민의 방송으로 77일간의 파업투쟁 |
| 26회 | 2016년 | 본상                 | 한겨레신문 기자 김의겸, 류이근, 송호진, 하어영, 방준호, 고한솔                                                                          | 최순실게이트 3개월 심층 연속 보도 |
| 26회 | 2016년 | 보도부문 특별상      | SBS 기자 조동찬, 강청완, PD 안윤태 | 백남기, 서울대병원 사망진단서 그리고 부검 |
| 26회 | 2016년 | 보도부문 특별상      | SBS PD 안윤태 | 그것이 알고 싶다 살수차 9호의 미스터리-백남기 농민 사망사건의 진실 |
| 26회 | 2016년 | 활동부문 특별상      | KBC PD (노조부지부장) 김태관 | 시사터치 따따부따 -노조 3부작 |
| 27회 | 2017년 | 본상                 | 시사인 특별취재팀 (기자 주진우, 차형석, 천관율, 김은지, 김동인, 전혜원, 김연희 ,신한슬)                                                 | 안종범 업무수첩 51권 전권 단독 입수 및 연속 보도 |
| 27회 | 2017년 | 보도부문 특별상      | SBS 최순실국정농단사태 특별취재팀 (기자 김민표, 박민하, 최우철, 박수진)                                                                 | 문체부 블랙리스트 관리지침 특종 연속보도 |
| 27회 | 2017년 | 활동부문 특별상      | tvN 혼술남녀 신입 조연출 사망사건 대책위원회                                                                                            | 방송제작 과정에서의 갑을 문제와 노동인권 침해 문제를 생생히 고발했고, 이후 CJ로부터 사과 및 재발 방지 약속을 이끌어냄 |
| 27회 | 2017년 | 활동부문 특별상      | 청주방송 PD 이재선 | 7년,유성기업의 눈물’제작. 유성기업의 반인권적 노조 파괴 과정에서 유린당한 노동자의 인권과 가족의 삶을 담아냄 |
| 28회 | 2018년 | 본상                 | SBS 탐사보도부 <끝까지 판다> '삼성 연속특종 보도' (기자 정명원, 이병희, 김지성, 박세용, 김종원, 한세현, 유덕기, 장훈경, 박하정, 정성진) | '에버랜드 수상한 공시지가와 삼성합병' 연속 특종보도 및 '삼성과 국세청, 흔들린 조세정의' 연속 특종보도 |
| 28회 | 2018년 | 보도부문 특별상      | MBC경남 전우석 PD | 시사기획 <소수의견> 제작 |
| 28회 | 2018년 | 보도부문 특별상      | 경향신문 기자 배명재, 강현석, 유정인, 조형국                                                                                            | <제5공화국 전사> 9권 전면 공개 |
| 28회 | 2018년 | 사진·영상부문 특별상 | 한겨레신문 기자 김성광 | 화상 산업재해 이주노동자 중심의 단독 기획 |
| 28회 | 2018년 | 사진·영상부문 특별상 | 경향신문 기자 정지윤 | 2차 송환을 희망하는 비전향장기수 19인의 초상 사진 기획 |
| 28회 | 2018년 | 활동부문 특별상      | 故 노회찬 국회의원 | 자유언론을 사랑했던 정치인 |
| 28회 | 2018년 | 활동부문 특별상      | JIBS PD 이정석, 기자 조창범, 김동은, 윤인수, 김경윤                                                                                     | 4.3 70주년 릴레이 캠페인 '4월엔 동백꽃을 달아주세요' 등 |